# سی‌ام‌ای سی‌جی‌ام واسکو دو گاما
سی‌ام‌ای سی‌جی‌ام واسکو دو گاما (به انگلیسی: CMA CGM VASCO DE GAMA) کشتی کانتینری کلاس اکسپلورر که برای شرکت سی‌ام‌ای سی‌جی‌ام ساخته شد و نام خود را از کاشف پرتغالی واسکو دو گاما گرفته است.این کشتی در میان بزرگترین کشتی‌های بارگنج‌بر جهان قرار دارد.